# Playboi Carti (mixtape)
| Recensione | Giudizio |
| ---------- | -------- |
| Metacritic | 69/100   |
| HipHopDX   |          |
| Pitchfork  | 7,3/10   |
| PopMatters | 6/10     |

Playboi Carti è il mixtape commerciale di debutto del rapper statunitense Playboi Carti, pubblicato il 14 aprile 2017 dalle etichette discografiche AWGE Records ed Interscope Records. La produzione del mixtape è stata gestita principalmente da Pi'erre Bourne, mentre presenta le apparizioni di Lil Uzi Vert, ASAP Rocky e Leven Kali. La versione fisica del mixtape venne rilasciata il 6 ottobre 2017, mentre una edizione in vinile il 17 novembre seguente.
Il mixtape è stato supportato da tre singoli: Lookin, Woke Up like This e Magnolia. Alla sua uscita ricevette giudizi misti da parte della critica specializzata, anche se fu poi incluso in alcune classifiche di fine anno dei migliori album dell'anno di varie riviste e periodici del settore.

## Performance commerciale
Playboi Carti ha debuttato alla posizione numero 12 della Billboard 200, vendendo 28.000 unità equivalenti ad album, di cui 7.000 in copia fisica.

## Accoglienza
Il mixtape è apparso in numerose classifiche di fine anno da parte delle maggiori riviste di settore, come ad esempio Pitchfork e Tiny Mix Tapes.
| Rivista              | Classifica                        | Posizione | Note   |
| -------------------- | --------------------------------- | --------- | ------ |
| Fact                 | The 50 best albums of 2017        | 25        | [ 12 ] |
| Gorilla vs. Bear     | Gorilla vs. Bear's Albums of 2017 | 7         | [ 13 ] |
| Pitchfork            | The 50 Best Albums of 2017        | 35        | [ 14 ] |
| Tiny Mix Tapes       | 2017: Favorite 50 Music Releases  | 9         | [ 15 ] |
| Rolling Stone        | 40 Best Rap Albums of 2017        | 8         | [ 16 ] |
| Cult MTL's Mr. Wavvy | Best Music of 2017                | 9         | [ 17 ] |

## Tracce
Crediti adattati da ASCAP. 

Testi di Jordan Teller Carter, musiche di Pi'erre Bourne, eccetto dove indicato.
1. Location – 2:49 (testo: Carter, Allan Holdsworth – musica: Harry Fraud)
2. Magnolia – 3:02
3. Lookin (feat. Lil Uzi Vert) – 3:04 (testo: Carter, Symere Woods)
4. Woke Up like This (feat. Lil Uzi Vert) – 3:56 (testo: Carter, Woods)
5. Let It Go – 3:35
6. Half & Half – 3:47 (musica: Southside, K-Major, Murphy Kid)
7. New Choppa (feat. ASAP Rocky) – 2:06 (testo: Carter, Rakim Mayers – musica: Ricci Riera)
8. Other Shit – 2:50 (musica: Hit-Boy)
9. No. 9 – 3:19 (musica: JStewOnTheBeat)
10. Do That Shit – 3:05
11. Lame Niggas – 2:50
12. Yah Man – 2:45
13. Flex (feat. Leven Kali) – 4:00 (testo: Carter, Leven Kali – musica: KasimGotJuice, J. Cash Beatz)
14. Kelly K – 4:30 (musica: Southside, Jake One)
15. Had 2 – 2:20 (musica: MexikoDro)

Note
- Woke Up like This è stilizzata come wokeuplikethis*.
- Do That Shit è stilizzata come dothatshit!.
- Let It Go contiene voci aggiuntive di sottofondo non accreditate di MexikoDro.[19]
- Kelly K contiene voci aggiuntive di sottofondo non accreditate di Blakk Soul.
- Lame Niggas è stilizzato come Lame Niggaz.

Campionature
- Location contiene un campione di "Endomorph", scritta Allan Holdsworth e Rowanne Mark ed seguita da Holdsworth.[20]

## Formazione
Crediti adattati dal libretto del CD.
Comparto tecnico
- Hector Delgado – missaggio (tracce 1, 7, 13), registrazione (tracce 7, 13)
- Frankly Kastle – assistente al missaggio (tracce 1, 7)
- Harry Fraud – registrazione (traccia 1)
- Tatsuya Sato – mastering (tracce 1-3, 5-15)
- Kesha Lee – missaggio (tracce 2-5, 9, 10, 11, 15), registrazione (tracce 2, 4, 5, 9-12, 14, 15), mastering (traccia 4)
- Roark Bailey – registrazione (traccia 3)
- Max Lord – registrazione (tracce 6, 7)
- Finis "KY" White – missaggio (tracce 6, 12, 14)
- Dan FryFe – assistenza alla registrazione (traccia 7)
- David Kim – missaggio (traccia 8), registrazione (traccia 8)

## Classifiche

### Classifiche settimanali
| Classifica (2017) | Posizione massima |
| ----------------- | ----------------- |
| Canada            | 28                |
| Paesi Bassi       | 95                |
| Stati Uniti       | 12                |

### Classifiche di fine anno
| Classifica (2017) | Posizione |
| ----------------- | --------- |
| Stati Uniti       | 62        |